# Гніздівка звичайна
Гніздівка звичайна (Neottia nidus-avis) — трав'яниста рослина родини орхідні (Orchidaceae).

## Наукове значення
Євросибірський вид на південно-східній межі суцільного ареалу.

## Морфологічна характеристика
Багаторічна трав'яниста сапрофітна кореневищна рослина заввишки 20-45 см. Стебло світло-буре. Листки лускоподібні. Квітки жовтувато-бурі, досить великі, з медовим ароматом, зібрані у довге китицеподібне суцвіття. Цвіте у червні — липні. Плодоносить у серпні — вересні. Розмножується насінням, рідше вегетативно (кореневищами). Насіння проростає під землею за участю гриба. Надземний пагін розвивається на 9-10-й рік і через два місяці після цвітіння всихає. Часом суцвіття не може пробитися на поверхню ґрунту і тоді квітки запліднюються під землею (для них характерна клейстогамія). Іноді насіння проростає прямо в коробочці. Сціофіт. Мезофіт.

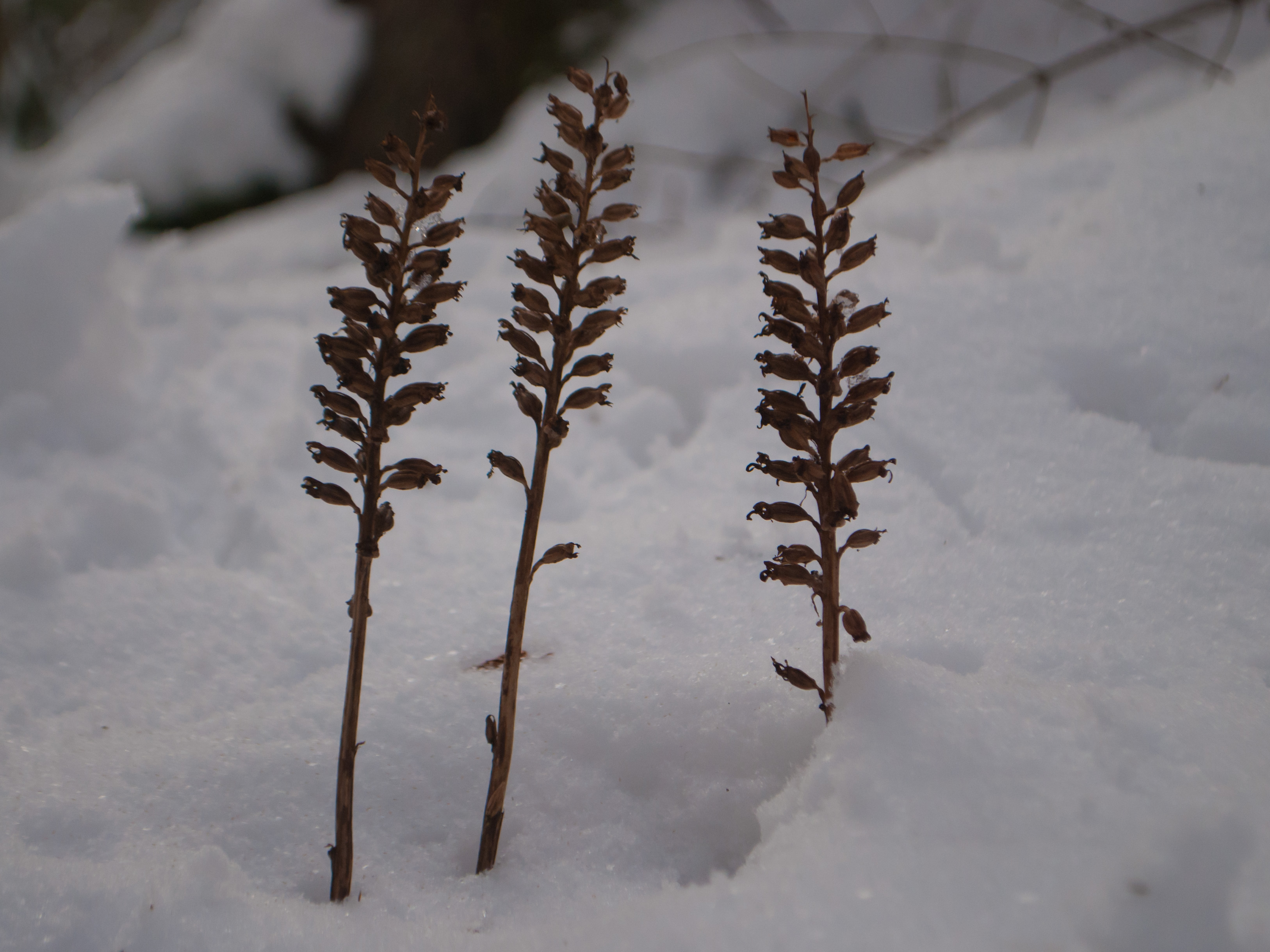
Гніздівка у Карпатському біосферному заповіднику

Пагони зберігаються протягом всього року, лишаючись навіть взимку.

## Поширення
Закарпаття, Українські Карпати, Передкарпаття, Розточчя, Опілля, Полісся, Лісостеп — спорадично, у північній частині Лівобережного степу, в Криму (переважно в гірських районах) — рідко. Вид поширений у Європі, Середземномор'ї, на Кавказі, у Малій Азії, Західному Сибіру.

## Місця зростання
Тінисті листяні, мішані, рідше соснові ліси, переважно в місцях з розрідженим трав'яним покривом серед опалого листя або хвоїнок.

## Чисельність
Локальні популяції трапляються спорадично; рослина зростає поодинці або невеликими групами. Спостерігається тенденція до скорочення.

## Причини зміни чисельності
Руйнування місць зростання, негативний вплив рекреації та лісовпорядкувальних робіт, зривання на букети.

## Заходи охорони
Занесено до Червоної книги Української РСР (1980). Вид охороняється на території заповідників: Карпатському (біосферний), Розточчя (природний), Криму, а також багатьох заказників і пам'яток природи. Необхідно здійснювати контроль за станом популяцій.